# Tabatinga
Tabatinga je město a obec v brazilském státě Amazonas. Nachází se 1100 km západně od Manausu na řece Solimões. Obec má rozlohu 3 225 km² a žije v ní okolo 60 000 obyvatel. Část obyvatel tvoří domorodí Tikunové. Město je obklopeno tropickým pralesem.
V roce 1766 zde bylo založeno pohraniční opevnění pod názvem Forte de São Francisco Xavier de Tabatinga. Název tabatinga znamená v jazyce tupí „bílá hlína“. Město vzniklo v roce 1866 a v roce 1981 se stalo střediskem obce. Hlavním zaměstnavatelem je armáda, rozvíjí se turistický ruch, místní zemědělci pěstují převážně banány a maniok. Do Tabatingy nevede silnice a je přístupná pouze lodí nebo letadlem.
Tabatinga se nachází v regionu Tres Fronteras spolu s kolumbijským městem Leticia a peruánským Santa Rosa de Yavarí. Oblast je proslulá pašováním drog.